# Elżbieta Zającówna
Elżbieta Urszula Zającówna (Zając) (ur. 14 lipca 1958 w Krakowie, zm. 28 października 2024 w Warszawie) – polska aktorka teatralna i filmowa, wokalistka, prezenterka telewizyjna i producentka.

## Życiorys
Córka Eugenii i Józefa. Po ukończeniu w 1981 studiów w Państwowej Wyższej Szkole Teatralnej im. Ludwika Solskiego w Krakowie rozpoczęła pracę w Teatrze Syrena w Warszawie, w którym występowała przez cztery lata. Na deskach tego teatru zadebiutowała w 1980 w musicalu „Cabaretro” w reż. Andrzeja Strzeleckiego. Następnie grała m.in. w warszawskich teatrach: Rampa i Komedia.
Jako aktorka filmowa zadebiutowała rolą Natalii w komedii kryminalnej Juliusza Machulskiego Vabank (1981). W 1984, w trakcie festiwalu na Filipinach, gdzie prezentowano film Seksmisja, została wywołana przez prowadzącego jako „Elizabeth Zajaconna [czyt. Zadżakonna]”, co było angielską interpretacją pisowni nazwiska aktorki. Stąd późniejsze określanie jej jako „Zajaconna – strażniczka w blokhauzie”. W 1988 wystąpiła na XXV KFPP w Opolu, gdzie wraz z Danutą Rinn wykonała piosenkę „Kaskaderki”. Popularność przyniosła jej także rola Hanny Trzebuchowskiej w serialu Matki, żony i kochanki w TVP1. W latach 90. i na początku lat 2000. występowała w widowiskach muzycznych z orkiestrą Zbigniewa Górnego.
W telewizji Polsat prowadziła teleturniej Sekrety rodzinne (1999–2000) oraz współprowadziła programy: Najzabawniejsze zwierzęta świata (2001–2003) i Gotowa na zmiany (2011). W 2000 wystąpiła w reklamie MK Café.
Była jedną z bohaterek książki Optymistki autorstwa Marzanny Graff-Oszczepalińskiej i Pani Magdo, pani pierwszej to powiem... (2002) Magdy Jethon. Angażowała się w akcje charytatywne. W latach 2010–2013 pełniła funkcję wiceprezesa „Fundacji Polsat”. Od 2002 była właścicielką spółki producenckiej „Gabi”.

## Życie prywatne
Była żoną satyryka i producenta Krzysztofa Jaroszyńskiego, z którym miała córkę, Gabrielę. W 2012 wyjawiła, że zdiagnozowano u niej chorobę von Willebranda.
Aktorka zmarła 28 października 2024 w swoim mieszkaniu w Warszawie. 7 listopada 2024 została pochowana w rodzinnym grobowcu na krakowskim cmentarzu Grębałów (Kwatera: PAS 22, Rząd: płd, Miejsce: 20).

## Filmy
- 1981: Vabank jako Natalia
- 1982: Mur jako członkini ŻOB-u
- 1983: Seksmisja jako strażniczka w blokhauzie
- 1984: O-bi, o-ba. Koniec cywilizacji jako prostytutka w barze
- 1984: Vabank II, czyli riposta jako Natalia
- 1985: C.K. Dezerterzy jako zezowata prostytutka
- 1985: Nadzór jako Ala Krawiec
- 1991: V. I. P. jako Krystyna
- 2000: Koniec świata u Nowaków jako mama
- 2022: Szczęścia chodzą parami jako matka Bruna

## Seriale
- 1984: 07 zgłoś się jako żona porucznika Jaszczuka (odc. 15)
- 1996, 1998: Matki, żony i kochanki jako Hanka Trzebuchowska
- 1999–2001: Graczykowie jako prezenterka telewizyjna (odc. 56)
- 2000: 13 posterunek 2 jako instruktorka (odc. 23 i 24)
- 2001–2002: Marzenia do spełnienia jako Teresa Trusewicz, kochanka Tadeusza
- 2002–2003: Psie serce jako Bella
- Na dobre i na złe jako:
  - 2003: Ela, żona Tomasza (odc. 51)
  - 2017: Staszka (odc. 677)
- 2005: Niania jako Maria Wiernicka (odc. 13)
- 2005: Zakręcone jako mama Basi
- 2007: Samo życie jako siostra Olgi
- 2007: Daleko od noszy jako prezes Trójzęba (odc. 164)
- 2008: Na kocią łapę jako Anna
- 2020: Mały zgon jako nauczycielka (odc. 6)